# Equació de Hammett
| Substituent  | efecte para- | efecte meta- |
| ------------ | ------------ | ------------ |
| Amina        | -0.66        | -0.161       |
| Metoxi       | -0.268       | +0.115       |
| Etoxi        | -0.25        | +0.015       |
| Dimetilamino | -0.205       | -0.211       |
| Metil        | -0.170       | -0.069       |
| -            | 0.000        | 0.000        |
| Fluoro       | +0.062       | +0.337       |
| Cloro        | +0.227       | +0.373       |
| Bromo        | +0.232       | +0.393       |
| Iodo         | +0.276       | +0.353       |
| Nitro        | 0.778        | +0.710       |
| Ciano        | +0.66        | +0.56        |

Hammett 1937
L'equació de Hammett en química orgànica descriu una relació lineal d'energia lliure entre velocitats de reacció i constants d'equilibri per a moltes reaccions de derivats de l'àcid benzoic meta- i para- substituïts amb només dos paràmetres: una constant del substituent i una constant de reacció. Aquesta equació va ser desenvolupada i publicada per Louis Plack Hammett el 1937 com un comentari a una publicació de 1935.

## Equació de Hammett
L'equació bàsica és:
{\displaystyle \log {\frac {K}{K_{0}}}=\sigma \rho }
que relaciona la constant d'equilibri, K, per una reacció d'equilibri donada amb un substituent R i la constant de referència, K0, on el substituent R és un àtom d'hidrogen, amb la constant del substituent σ, que solament depèn del substituent específic R i la constant de reacció ρ, que depèn només del tipus de reacció.
Aquesta equació és aplicable també a velocitats de reacció k per a sèries de reaccions amb derivats substituïts del benzè.
{\displaystyle \log {\frac {k}{k_{0}}}=\sigma \rho .}
El valor de σ representa la mesura la distribució de la càrrega i l'acceptació o cessió de la del substituent en posició meta (σm) o para (σp). Un valor positiu de σ indica que es tracta d'un substituent acceptor i negatiu, és un substituent cessor. Aquests valors igualment es componen de dos factors: l'efecte inductiu i l'efecte mesòmer.
L'efecte inductiu (I) origina una polarització dels electrons en l'enllaç σ, connectant-los amb els de l'anell i, conseqüentment, provoca una atracció o repulsió dels electrons. Això provoca una pertorbació a l'anell aromàtic. L'efecte inductiu depèn de tres factors.
- El camp elèctric (D), que és la interacció electroestàtica a través de l'espai.
- La interacció, per polaritzacions successives, dels electrons σ de substituent amb els electrons σ de l'anell aromàtic (Iσ).
- La interacció amb els electrons π (Iπ) aquesta és pràcticament negligible enfront de les altres.

L'efecte mesòmer o de ressonància (M), descriu la interacció entre els orbitals dels substituents, els quals se situen al mateix pla que els electrons π dels orbitals de l'anell. És una interacció quàntica, que afecta posicions alternades, i per això només es tenen valors registrats de les posicions meta i para. Aquest efecte inclou, en la formació d'enllaç, una superposició als eixos dels orbitals. Això comporta dues conseqüències: 
- La primera és que si la superposició dels orbitals no se suficient, té com a conseqüència una elevada polaritzabilitat.
- La segona, la torsió del grup de fora el pla de l'anell redueix la superposició dels orbitals i provoca els efectes de la primera conseqüència.

Tenint en compte els dos efectes i suposant que l'efecte inductiu és aproximadament el mateix per a cada posició de l'anell, el valor de σm es pot considerar equivalent al valor de l'efecte inductiu i σp-σm es pot considerar equivalent a l'efecte del valor de l'efecte mesòmer. Els compostos que presenten hiperconjugació, tant sigui de protó com de carbocatió, proporcionen un plus d'efecte mesòmer.
El valor de la constant de la reacció ρ representa una mesura de la susceptibilitat del compost de referència als efectes dels substituents. Té un valor constant i igual per a cada compost d'una sèrie. Un valor gran de ρ implica un gran canvi en l'efecte del substituent. El dissolvent té un efecte important en el valor de ρ, ja que com menys polar sigui (constant dielèctrica baixa) existirà un descens en l'estabilització per solvatació i conseqüentment augmenta el valor de ρ. Es pren com a valor de referència la unitat per a la sèrie para-monosubstituïda de l'àcid benzoic en solució aquosa a 25 °C.
En aquesta equació k0 és la velocitat de reacció de referència del reactant no-substituït i k, la del reactant substituït.

## Modificacions del valor de σ
Existeixen casos en què els valors de σ per a certs substituents no s'ajusten a l'equació. En aquests casos existeixen els valors σ+ (grups cesors) i σ- (grups acceptors) per a cada substituent, que permet l'ajust correcte a la recta. S'ha desenvolupat l'equació de Yukawa-Tsuno, una equació multiparàmetre que és una modificació de Hammett i permet predir els efectes de la ressonància amb un error menor.
{\displaystyle \log {\frac {k}{k_{0}}}=\rho [\sigma +{\text{r}}(\sigma ^{+}-\sigma )]}
{\displaystyle \log {\frac {k}{k_{0}}}=\rho [\sigma +{\text{r}}(\sigma ^{-}-\sigma )]}

## Gràfics de Hammett
Els gràfics de Hammet són els gràfics log (K/K0) per les dissociacions àcides enfront de σ. Presenten una elevada tendència lineal per als valors de σ en meta i para, però els valors de σ en orto queden exclosos d'aquesta tendència. Per això no existeix un valor de σ per la posició orto, ja que no es pot distingir unívocament entre l'impediment estèric entre el substituent i el centre de reacció i les influències electròniques. En aquests gràfics el pendent de la recta ajustada és el valor de ρ. S'ha de tenir en compte que si es representen els logaritmes dels pKa el valor de ρ és el negatiu del pendent.